# メリクッカ
メリクッカ（イタリア語: Melicuccà）は、イタリア共和国カラブリア州レッジョ・カラブリア県にある、人口約900人の基礎自治体（コムーネ）。

## 地理

### 位置・広がり

#### 隣接コムーネ
隣接するコムーネは以下の通り。
- バニャーラ・カーラブラ
- サン・プロコーピオ
- サンテウフェーミア・ダスプロモンテ
- セミナーラ